# RME

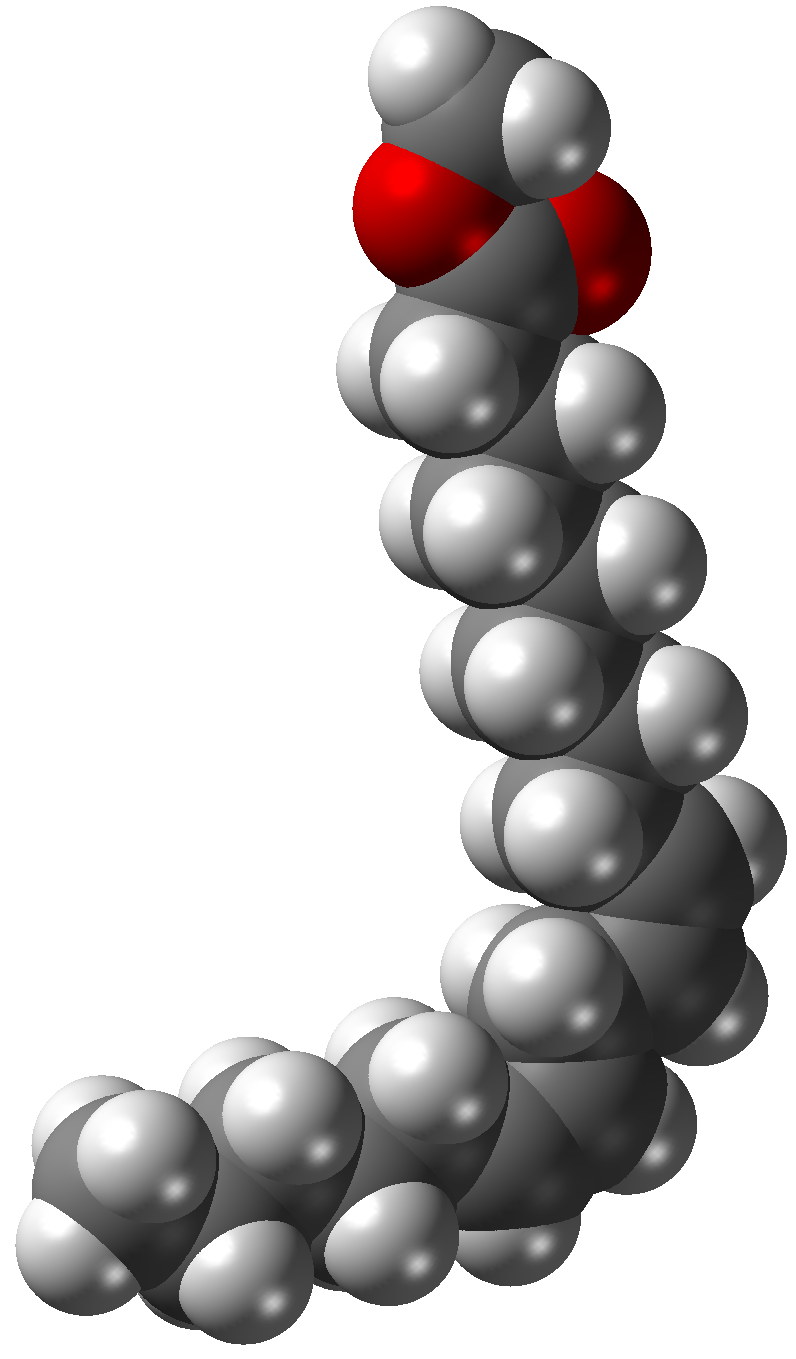
Model kulowy cząsteczki RME: linolanu metylu (estru metylowego kwasu linolowego)

RME (z ang. Rapeseed Methyl Esters) – estry metylowe kwasów tłuszczowych oleju rzepakowego, stosowane jako paliwo do silników wysokoprężnych.